# Pavel Massalski
Pavel Vladimirovitch Massalski (en russe : Па́вел Влади́мирович Масса́льский), né le 4 septembre 1904 Lipyagi et mort le 15 décembre 1979 à Moscou, est un acteur soviétique de théâtre et cinéma, artiste du peuple de l'URSS, lauréate du Prix Staline en 1952.

## Biographie
Fils de Vladimir et Elizaveta Massalski, tous deux issus de la petite noblesse, Pavel naît dans le village Lipyagi du district de Skopinsky dans le gouvernement de Riazan. Son père travaillait comme avocat. Lors la Révolution d'Octobre, la famille se réfugie à Yalta, puis, va s'installer à Moscou.
De 1922 à 1924, Pavel Massalski étudie dans l'atelier d'art dramatique sous la direction de Iouri Zavadski. Diplômé en 1925, il intègre la troupe du Théâtre d'art de Moscou où son premier rôle est celui du Prince Dmitri Chouiski dans la pièce Tsar Fédor Ivanovitch d'Alexis Tolstoï.
Il apparaît pour la première fois au cinéma en 1927, sous la direction de Mikhail Verner dans le film muet La Soliste de sa majesté qui est considéré comme perdu. Il se fait connaitre avec le rôle de l’entrepreneur américain d’origine allemande Franz von Kneischitz, le principal antagoniste de la comédie Le Cirque de Grigori Alexandrov (1936).
À partir de 1947, Massalski enseigne à l'école-studio d'art de Moscou, à partir de 1970, il y dirige le département d'art dramatique. Professeur depuis 1961. Parmi ses étudiants sont Oleg Bassilachvili, Vladimir Vyssotski, Mikhaïl Kozakov, Evgueni Evstigneïev, Avangard Leontiev, Tatiana Doronina, Boris Chtcherbakov.
Mort à Moscou, l'artiste est enterré au cimetière de Novodevitchi.

## Distinctions
- Médaille Pour le travail vaillant dans la Grande Guerre patriotique 1941–1945
- Ordre du Drapeau rouge du Travail : 1948, 1964
- Prix Staline : 1952, pour le rôle dans le spectacle Les Fruits de la science
- Artiste du peuple de l'URSS : 1963
- Ordre de Lénine : 1974

## Filmographie partielle
- 1936 : Le Cirque (Цирк) de Grigori Aleksandrov : Franz von Kneischiz
- 1945 : Ivan le Terrible (Иван Грозный) de Sergueï Eisenstein : Sigismond II
- 1945 : Innocents coupables (Без вины виноватые) de Vladimir Petrov : Petia Milovzorov
- 1949 : La Bataille de Stalingrad (Сталинградская битва) de Vladimir Petrov : journaliste américain
- 1951 : L'Inoubliable 1919 (Незабываемый 1919 год) de Mikhaïl Tchiaoureli : colonel Vodbolski
- 1960 : Résurrection (Воскресение, Voskresenie) de Mikhail Schweitzer : chef de cour de justice
- 1961 : Les Voiles écarlates (Алые паруса) de Alexandre Ptouchko : Lionel Gray
- 1964 : Le Bracelet de grenats (Гранатовый браслет) de Abram Room : patron de Jeltkov
- 1966 : La Grande Sœur (Старшая сестра) de Gueorgui Natanson : membre du comité d'admission au théâtre